# Oleg Pashinin
Oleg Pashinin, född 12 september 1974, är en uzbekisk tidigare fotbollsspelare.
Oleg Pashinin spelade 12 landskamper för det uzbekiska landslaget.